# 中国人民解放军国防科技大学电子对抗学院
中国人民解放军国防科技大学电子对抗学院，位于安徽省合肥市，隶属中国人民解放军国防科技大学。

## 沿革
- 1975年12月18日，叶剑英向中共中央和毛泽东呈交《关于加强电子对抗工作的报告》，建议组成国务院、中央军委电子对抗和雷达管理领导小组，成立总参四部。1975年12月20日，毛泽东在该报告上批示两字“很好”。1975年12月22日，邓小平阅毛泽东该批示，并批送中共中央政治局同志传阅后退叶剑英[1][2]。
- 1976年，经国务院、中央军委批准，中国人民解放军电子工程学院筹建。1978年11月定点在合肥市[3]。
- 1979年9月16日，正式成立中国人民解放军电子工程学院[4][2]。属中国人民解放军总参谋部直接领导[3]。
- 1991年11月，中央军委主席江泽民视察安徽，详细询问该学院建设情况，并在1991年11月23日为该学院题词：“努力培养合格人才，大力加强电子对抗部队建设。”[2]
- 2000年4月5日，中央军委副主席胡锦涛对学院建设做出专门批示：“万同志：此事的确事关重大，请批示有关部门抓紧论证决策。”学院此后实现了由电子对抗院校向信息作战院校的转型[2]。
- 2016年，在深化国防和军队改革中，中国人民解放军电子工程学院原来的上级部门中国人民解放军总参谋部撤销，该学院转隶中央军事委员会训练管理部[5]。
- 2016年4月，中共中央总书记、国家主席、中央军委主席习近平视察安徽，接见了该学院师以上领导干部[2]。
- 2017年，在深化国防和军队改革中，中国人民解放军国防科学技术大学、中国人民解放军国际关系学院、中国人民解放军国防信息学院、中国人民解放军西安通信学院、中国人民解放军电子工程学院、中国人民解放军理工大学气象海洋学院为基础组建中国人民解放军国防科技大学。校本部设在长沙，内设学院位于长沙、南京、武汉、合肥等地[6]。其中，中国人民解放军电子工程学院改为中国人民解放军国防科技大学电子对抗学院。2017年7月，中国人民解放军国防科技大学电子对抗学院挂牌[7]。

## 历任领导
中国人民解放军电子工程学院
| 院长 - 伏希（1979年—？） - 张彭寿（？—？） - 魏斌 少将（1986年6月—1989年7月） - 张有才 少将（1989年—？） …… - 戚世权 少将（2001年12月—2003年6月） - 邵国培 少将（2003年—2007年） - 陈旭 少将（2007年—2011年） - 郭玉林 少将（2011年—2013年） - 徐北巨 少将（2013年—2017年） | 政治委员 - 张铁（1979年—？） - 周作桐（？—？） - 赵谆议 少将（？—？） - 江星富 少将（？—？） …… - 赵友胜 少将（？—2004年） - 冯寿淼 少将（2004年4月—2006年3月） - 卢春祥 少将（2006年—2009年） - 罗亚拉 少将（2009年—2013年） - 沈千红 少将（2013年—2017年） |

中国人民解放军国防科技大学电子对抗学院
| 院长 - [[]] 少将（2017年—） | 政治委员 - 沈千红 少将（2017年—） |